# Loriot à ailes noires
Oriolus nigripennis
Espèce
Statut de conservation UICN

 LC  : Préoccupation mineure
Le Loriot à ailes noires (Oriolus nigripennis) est une espèce de passereaux de la famille des Oriolidae.

## Répartition
Il est répandu en Afrique équatoriale.

## Habitat
Il habite les forêts de plaines humides tropicales et subtropicales  et les mangroves.